# Fernando Hierro
Fernando Ruiz Hierro (Vélez-Málaga, 1968. március 23. –) spanyol labdarúgó, edző. Játékosként a Real Madrid és a spanyol válogatott csapatkapitánya is volt. Edzőként dolgozott a Real Ovideónál, a 2018-as vilagbajnokságon pedig a spanyol válogatott szövetségi kapitánya volt.

## Pályafutása

### Klubcsapatban
Hierro a spanyol Real Valladolidban kezdte pályafutását. Itt 2 szezont játszott, és 57 mérkőzésen 2 gólt szerzett. 1989-ben a Real Madridhoz szerződött, ahol egészen 2003-ig játszott. Itt a klub egyik emblematikus játékosa lett, 2001-től 2003-ig a Real csapatkapitánya. A Realban 439 meccsen játszott, ezeken, egy hátvédtől szokatlanul sok, 102 gólt szerzett. A Real Madriddal 5-ször nyerte meg a spanyol bajnokságot, emellett háromszor a Bajnokok Ligájában is sikerült diadalmaskodnia a csapattal (1998, 2000, 2002). 2003-ban Hierro távozott a Real Madridtól, és sokak meglepetésére egy katari klubhoz, az Al-Rajjánhoz igazolt. Itt mindössze egy szezont töltött el, majd visszatért Európába, az angol Bolton Wanderers együtteséhez. Visszavonulását 2005. május 15-én jelentette be.

### A válogatottban
Hierro a válogatottban 1989-ben mutatkozott be, majd 2002-ig szerepelt a nemzeti csapatban. 13 év alatt 89 mérkőzésen lépett pályára (a spanyol válogatottsági örökranglistán harmadik), ezeken 29 gólt szerzett. 29 találata sokáig rekord volt a spanyol válogatottban, egészen addig, amíg Raúl meg nem döntötte azt.
Bár játszott az 1990-es vb és az 1992-es Eb selejtezőin, végül egyik tornán sem szerepelt. Az 1994-es vb selejtezőin Dánia ellen győztes gólt fejelt, ami azt jelentette, hogy a spanyol válogatott kijutott a világbajnokságra.
Hierro a válogatottól 2002-ben vonult vissza, miután rekordszámú, 4 világbajnokságon vett részt a csapattal.

## Sikerei, díjai

### Klubcsapatban
- Real Madrid CF
  - Bajnok: 1990, 1995, 1997, 2001, 2003
  - Kupagyőztes: 1993
  - Szuperkupa-győztes: 1990, 1993, 1997, 2001
  - Bajnokok Ligája-győztes: 1998, 2000, 2002
  - Európai szuperkupa-győztes: 1998, 2002
- Al-Rajján
  - Kupagyőztes: 2004

### Egyéni
- UEFA Legjobb védő: 1998
- A 2002-es labdarúgó-világbajnokság All Star-csapatának tagja: 2002

## Edzői statisztikái
2018. július 8-án lett frissítve.
| Csapat        | Nemzet   | –tól             | –ig              | Mérleg     | Mérleg | Mérleg | Mérleg | Mérleg | Mérleg | Mérleg | Mérleg | Jegy.       | Jegy. |
| M             | GY       | D                | V                | Győzelem % | RG     | KG     | +/-    |        |        |        |        |             |       |
| ------------- | -------- | ---------------- | ---------------- | ---------- | ------ | ------ | ------ | ------ | ------ | ------ | ------ | ----------- | ----- |
| Real Oviedo   | spanyol  | 2016. június 8.  | 2017. június 13. | 43         | 17     | 10     | 16     | 39.53  | 50     | 51     | −1     | [ 1 ]       |       |
| Spanyolország | spanyol  | 2018. június 13. | 2018. július 8.  | 4          | 1      | 2      | 1      | 25     | 7      | 6      | +1     | [ 2 ] [ 3 ] |       |
| összesen      | összesen | összesen         | összesen         | 47         | 18     | 13     | 16     | 38.3   | 57     | 57     | +0     |             |       |

### Mérkőzései Spanyolország szövetségi kapitányaként
| Fernando Hierro mérkőzései a Spanyolország szövetségi kapitányaként | Fernando Hierro mérkőzései a Spanyolország szövetségi kapitányaként | Fernando Hierro mérkőzései a Spanyolország szövetségi kapitányaként | Fernando Hierro mérkőzései a Spanyolország szövetségi kapitányaként | Fernando Hierro mérkőzései a Spanyolország szövetségi kapitányaként | Fernando Hierro mérkőzései a Spanyolország szövetségi kapitányaként |
| #                                                                   | Dátum                                                               | Házigazda                                                           | Eredmény                                                            | Vendég                                                              | Verseny                                                             |
| ------------------------------------------------------------------- | ------------------------------------------------------------------- | ------------------------------------------------------------------- | ------------------------------------------------------------------- | ------------------------------------------------------------------- | ------------------------------------------------------------------- |
| 1                                                                   | 2018. június 15.                                                    | Portugália                                                          | 3−3                                                                 | Spanyolország                                                       | 2018-as labdarúgó-világbajnokság (B csoport)                        |
| 2                                                                   | 2018. június 20.                                                    | Irán                                                                | 0−1                                                                 | Spanyolország                                                       | 2018-as labdarúgó-világbajnokság (B csoport)                        |
| 3                                                                   | 2018. június 25.                                                    | Spanyolország                                                       | 2−2                                                                 | Marokkó                                                             | 2018-as labdarúgó-világbajnokság (B csoport)                        |
| 4                                                                   | 2018. július 1.                                                     | Spanyolország                                                       | 1−1 (büntetőkkel: 3-4)                                              | Oroszország                                                         | 2018-as labdarúgó-világbajnokság                                    |

## Külső hivatkozások
- Hierro válogatottbeli statisztikái

| Előző Manuel Sanchís     | A Real Madrid CF csapatkapitánya 2001–2003     | Következő Raúl |
| Előző Andoni Zubizarreta | A spanyol válogatott csapatkapitánya 1998–2002 | Következő Raúl |